# A16 road

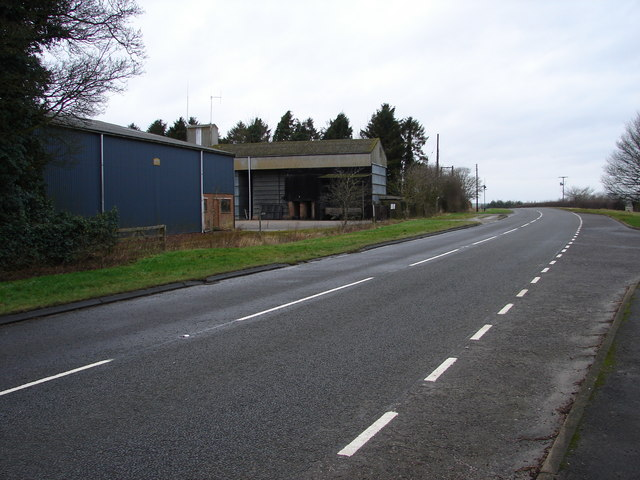
A16 in Walmsgate (Aufnahme 2008)

A16 road (englisch für Straße A16) ist eine durchgehend zweispurig ausgebaute Fernverkehrsstraße in England. Sie beginnt in Peterborough an der A47, führt auf einer Umgehungsstraße an Spalding vorbei, kreuzt die A17 und passiert weiter nördlich Boston, wo sie die A52 kreuzt. Nach Norden setzt sie ihren Verlauf über Louth nach Grimsby, einem früher bedeutenden Fischereihafen, fort, wo sie an der A180 endet.